# Liste de films français sortis en 1966
Listes de films français
- 1962
- 1963
- 1964
- 1965
- 1966
- 1967
- 1968
- 1969
- 1970

Liste non exhaustive de films français sortis en 1966

## 1966
| Titre                                   | Réalisateur                                               | Distribution                                                          | Genre              | Notes                             |
| --------------------------------------- | --------------------------------------------------------- | --------------------------------------------------------------------- | ------------------ | --------------------------------- |
| À belles dents                          | Pierre Gaspard-Huit                                       | Mireille Darc, Jacques Charrier Daniel Gélin                          | drame              | -                                 |
| L'Accompagnement                        | Jean-André Fieschi                                        | André Téchiné, Jean Eustache                                          | Court métrage      | 27 min                            |
| Atout cœur à Tokyo pour OSS 117         | Michel Boisrond                                           | Frederick Stafford, Marina Vlady Henri Serre                          | espionnage         |                                   |
| L'Attentat                              | Jean-François Davy                                        | Roger Sweig, Marie-Hélène Broca                                       | drame              |                                   |
| Au hasard Balthazar                     | Robert Bresson                                            | Anne Wiazemsky, Pierre Klossowski                                     | fiction            | -                                 |
| Avec la peau des autres                 | Jacques Deray                                             | Lino Ventura, Marilu Tolo Jean Bouise, Jean Servais                   | espionnage         | -                                 |
| La Bande à Bebel                        | Charles Gérard                                            | Jean-Paul Belmondo                                                    | documentaire       | 22 min                            |
| La Bourse et la Vie                     | Jean-Pierre Mocky                                         | Fernandel, Heinz Rühmann Jean Poiret                                  | comédie            |                                   |
| Brigade antigangs                       | Bernard Borderie                                          | Robert Hossein, Raymond Pellegrin Gabriele Tinti                      | policier           |                                   |
| Brigitte et Brigitte                    | Luc Moullet                                               | Françoise Vatel Claude Melki                                          | comédie            |                                   |
| Le Caïd de Champignol                   | Jean Bastia                                               | Jean Richard, Michel Serrault                                         | comédie            |                                   |
| Carré de dames pour un as               | Jacques Poitrenaud                                        | Roger Hanin, Sylva Koscina                                            | espionnage         | -                                 |
| Les Centurions                          | Mark Robson                                               | Anthony Quinn, Alain Delon                                            | drame              | -                                 |
| Le Chien fou                            | Eddy Matalon                                              | Claude Brasseur, Dany Carrel                                          | drame              |                                   |
| Les Cœurs verts                         | Édouard Luntz                                             | Gérard Zimmermann, Éric Penet                                         | drame              |                                   |
| Les Combinards                          | Jean-Claude Roy                                           | Darry Cowl, Michel Serrault                                           | comédie            |                                   |
| Le Conquérant de l'inutile              | Marcel Ichac                                              | -                                                                     | documentaire       | 30 min                            |
| Les Créatures                           | Agnès Varda                                               | Michel Piccoli, Catherine Deneuve                                     | drame              |                                   |
| La Curée                                | Roger Vadim                                               | Jane Fonda, Michel Piccoli                                            | drame              |                                   |
| Deux heures à tuer                      | Ivan Govar                                                | Pierre Brasseur, Michel Simon                                         | Thriller           |                                   |
| Le Deuxième Souffle                     | Jean-Pierre Melville                                      | Lino Ventura, Paul Meurisse Raymond Pellegrin                         | policier           |                                   |
| Le Dix-septième ciel                    | Serge Korber                                              | Jean-Louis Trintignant, Marcel Dalio Jean Lefebvre                    | Comédie            |                                   |
| Du rififi à Paname                      | Denys de La Patellière                                    | Jean Gabin, George Raft                                               | policier           |                                   |
| Elsa la rose                            | Agnès Varda Raymond Zanchi                                | Elsa Triolet, Louis Aragon                                            | documentaire       | 20 min                            |
| Et la femme créa l'amour                | Fabien Collin                                             | Olivier Despax, Juliette Villard Diane Lepvrier                       | drame              |                                   |
| Le facteur s'en va-t-en guerre          | Claude Bernard-Aubert                                     | Charles Aznavour, Michel Galabru                                      | guerre             |                                   |
| Les Fêtes galantes                      | René Clair                                                | Jean-Pierre Cassel, Philippe Avron Marie Dubois                       | comédie            |                                   |
| Galia                                   | Georges Lautner                                           | Mireille Darc, Venantino Venantini                                    | policier           |                                   |
| Le Grand Restaurant                     | Jacques Besnard                                           | Louis de Funès, Bernard Blier                                         | comédie            |                                   |
| La Grande Vadrouille                    | Gérard Oury                                               | Louis de Funès, Bourvil                                               | comédie            |                                   |
| La Grimace                              | Bertrand Blier                                            | Bernard Haller, Jacques Perrin                                        | comédie            | 19 min                            |
| La guerre est finie                     | Alain Resnais                                             | Yves Montand, Ingrid Thulin                                           | drame              |                                   |
| L'Homme de l'Interpol                   | Maurice Boutel                                            | Hubert Noël, Donald O'Brien Junie Astor                               | policier           |                                   |
| L'Homme de Marrakech                    | Jacques Deray                                             | George Hamilton, Claudine Auger                                       | aventure           |                                   |
| L'Inconnue                              | Claude Weisz                                              | Gérard Blain, Paloma Matta                                            | drame              | 16 min                            |
| Le Jardinier d'Argenteuil               | Jean-Paul Le Chanois                                      | Jean Gabin, Liselotte Pulver Pierre Vernier                           | comédie            |                                   |
| La Ligne de démarcation                 | Claude Chabrol                                            | Maurice Ronet, Jean Seberg Daniel Gélin                               | drame              |                                   |
| Le Lit à deux places                    | Jean Delannoy François Dupont-Midy Al Wood Gianni Puccini | Jean Richard Sylva Koscina Dominique Boschero Denise Gence            | comédie à sketches |                                   |
| La Longue Marche                        | Alexandre Astruc                                          | Robert Hossein, Maurice Ronet Jean-Louis Trintignant                  | drame              |                                   |
| Les malabars sont au parfum             | Guy Lefranc                                               | Roger Pierre, Jean-Marc Thibault Darry Cowl                           | comédie            |                                   |
| Marie Soleil                            | Antoine Bourseiller                                       | Danièle Delorme, Jacques Charrier                                     | Comédie dramatique |                                   |
| Martin soldat                           | Michel Deville                                            | Robert Hirsch, Véronique Vendell                                      | comédie            |                                   |
| Masculin féminin                        | Jean-Luc Godard                                           | Jean-Pierre Léaud Chantal Goya Marlène Jobert                         | Comédie dramatique |                                   |
| Massacre pour une orgie                 | Jean-pierre Bastid                                        | Willy Braque, Pierre Cabanne                                          | thriller           |                                   |
| Monnaie de singe                        | Yves Robert                                               | Robert Hirsch, Sylva Koscina Jean-Pierre Marielle                     | Comédie policière  |                                   |
| Monsieur le président-directeur général | Jean Girault                                              | Claude Rich, Jacqueline Maillan Pierre Mondy                          | comédie            |                                   |
| Ne nous fâchons pas                     | Georges Lautner                                           | Lino Ventura, Jean Lefebvre Michel Constantin                         | comédie            |                                   |
| La Noire de...                          | Ousmane Sembène                                           | Mbissine Thérèse Diop                                                 | drame              |                                   |
| Nouveau journal d'une femme en blanc    | Claude Autant-Lara                                        | Michel Ruhl, Danielle Volle                                           | drame              |                                   |
| Objectif 500 millions                   | Pierre Schoendoerffer                                     | Bruno Cremer, Marisa Mell                                             | policier           |                                   |
| On a volé la Joconde                    | Michel Deville                                            | George Chakiris, Marina Vlady                                         | comédie            |                                   |
| L'Or et le Plomb                        | Alain Cuniot                                              | Paul Bisciglia, Emmanuelle Riva Jean Massin                           | drame              |                                   |
| Paris au mois d'août                    | Pierre Granier-Deferre                                    | Charles Aznavour, Susan Hampshire Michel de Ré                        | Comédie romantique |                                   |
| Paris brûle-t-il ?                      | René Clément                                              | Jean-Paul Belmondo, Charles Boyer Leslie Caron                        | histoire           |                                   |
| Pas de panique                          | Sergio Gobbi                                              | Pierre Brasseur, Pierre Massimi Alain Barrière                        | policier           | -                                 |
| Pas question le samedi                  | Alex Joffé                                                | Robert Hirsch, Dalia Friedland Misha Asherov                          | comédie            | -                                 |
| Qui êtes-vous, Polly Maggoo ?           | William Klein                                             | Dorothy McGowan, Sami Frey Alice Sapritch                             | Comédie dramatique |                                   |
| Roger la Honte                          | Riccardo Freda                                            | Georges Géret, Irène Papas Jean Topart                                | drame              |                                   |
| Le Roi de cœur                          | Philippe de Broca                                         | Alan Bates, Geneviève Bujold Pierre Brasseur                          | Comédie dramatique |                                   |
| Safari diamants                         | Michel Drach                                              | Marie-José Nat, Jean-Louis Trintignant, Horst Frank                   | thriller           | -                                 |
| Le Saint prend l'affût                  | Christian-Jaque                                           | Jean Marais , Jess Hahn Jean Yanne                                    | policier           |                                   |
| Sale temps pour les mouches             | Guy Lefranc                                               | Gérard Barray, Jean Richard                                           | Comédie policière  |                                   |
| La Seconde Vérité                       | Christian-Jaque                                           | Michèle Mercier, Robert Hossein                                       | policier           |                                   |
| La Sentinelle endormie                  | Jean Dréville                                             | Noël-Noël, Pascale Audret Michel Galabru                              | Comédie dramatique |                                   |
| Soleil noir                             | Denys de La Patellière                                    | Michèle Mercier, Daniel Gélin                                         | aventure           |                                   |
| Le Solitaire passe à l'attaque          | Ralph Habib                                               | Jean Lefebvre, Roger Hanin                                            | espionnage         |                                   |
| Les Sultans                             | Jean Delannoy                                             | Gina Lollobrigida, Louis Jourdan, Corinne Marchand                    | comédie            |                                   |
| La Surface perdue                       | Dolorès Grassian                                          | Bernard Fresson, Philippe Moreau                                      | fantastique        | 19 min                            |
| Tant qu'on a la santé                   | Pierre Étaix                                              | Pierre Étaix, Denise Péronne                                          | comédie            |                                   |
| Tendre Voyou                            | Jean Becker                                               | Jean-Paul Belmondo, Jean-Pierre Marielle, Philippe Noiret             | comédie            |                                   |
| Tristesse des anthropophages            | Jean-Denis Bonan                                          | Aguigui Mouna, Jean Rollin                                            | expérimental       | 23 min Censuré                    |
| Trois enfants dans le désordre          | Léo Joannon                                               | André Bourvil, Jean Lefebvre                                          | comédie            |                                   |
| Un homme et une femme                   | Claude Lelouch                                            | Anouk Aimée, Jean-Louis Trintignant, Pierre Barouh , Valérie Lagrange | romance            | Palme d'or 4 Golden Globe 2 Oscar |
| Un soir à Tibériade                     | Hervé Bromberger                                          | Raymond Pellegrin, Pascale Petit                                      | drame              | -                                 |
| Une balle au cœur                       | Jean-Daniel Pollet                                        | Françoise Hardy, Sami Frey                                            | drame policier     | -                                 |
| Une étudiante d'aujourd'hui             | Éric Rohmer                                               | Antoine Vitez (voix)                                                  | Documentaire       | 12 min                            |
| Vera                                    | Francis Morane                                            |                                                                       | Fantastique        | 21 min                            |
| Via Macao                               | Jean Leduc                                                | Roger Hanin, Françoise Prévost                                        | espionnage         |                                   |
| La Vie de château                       | Jean-Paul Rappeneau                                       | Catherine Deneuve, Philippe Noiret                                    | comédie            |                                   |
| Voilà l'ordre                           | Jacques Baratier                                          |                                                                       | moyen métrage      | 46 min                            |
| Le Volcan interdit                      | Haroun Tazieff                                            | Pierre Vaneck (voix)                                                  | documentaire       |                                   |
| La Voleuse                              | Jean Chapot                                               | Romy Schneider, Michel Piccoli                                        | drame              |                                   |
| Le Voyage du père                       | Denys de La Patellière                                    | Fernandel, Lilli Palmer                                               | drame              |                                   |